# Gone Baby Gone (film)
Pour le roman de Dennis Lehane paru en 1998, voir Gone, Baby, Gone.
Pour plus de détails, voir Fiche technique et Distribution.
Gone Baby Gone est un film américain réalisé par Ben Affleck et sorti en 2007. Il s'agit de l'adaptation du roman du même nom de Dennis Lehane publié en 1998. Ben Affleck, qui coécrit également le scénario, signe son premier long métrage comme réalisateur.
Le film reçoit à sa sortie des critiques presse globalement très positives. Ben Affleck est notamment salué pour ses débuts en tant que réalisateur, alors qu'Amy Ryan est nommée à l'Oscar de la meilleure actrice dans un second rôle. Cependant, le film n'est pas un succès au box-office.

## Synopsis
En plein milieu de la ville de Boston, une petite fille de quatre ans, Amanda McCready, a mystérieusement disparu sans laisser de traces.
Sa tante Béatrice (Amy Madigan) et son oncle Lionel (Titus Welliver) engagent un couple de détectives privés de Dorchester, Patrick Kenzie (Casey Affleck) et Angela Gennaro (Michelle Monaghan), afin d'enquêter sur la disparition de leur nièce. La mère de la fillette, Helene (Amy Ryan), une toxicomane alcoolique et irresponsable, semble assez peu préoccupée par la situation et le couple commence à enquêter sur cette dramatique histoire.

## Fiche technique
- Titre original et français : Gone Baby Gone
- Réalisation : Ben Affleck
- Scénario : Ben Affleck et Aaron Stockard (de), d'après Gone, Baby, Gone de Dennis Lehane
- Musique : Harry Gregson-Williams
- Directeur de la photographie : John Toll
- Montage : William Goldenberg
- Distribution des rôles : Donna Morong
- Création des décors : Sharon Seymour
- Direction artistique : Chris Cornwell
- Décorateur de plateau : Kyra Friedman
- Création des costumes : Alix Friedberg
- Producteurs : Sean Bailey (en), Alan Ladd Jr. et Danton Rissner
- Coproducteur : Chay Carter
- Producteur délégué : David Crockett
- Producteurs associés : Amanda Lamb et Aaron Stockard (de)
- Sociétés de production : LivePlanet (en), Miramax Films et The Ladd Company
- Sociétés de distribution : Miramax Films (États-Unis), Walt Disney Pictures (France)
- Budget : 19 millions de dollars[1]
- Langue originale : anglais
- Pays de production :  États-Unis
- Format : couleur — 35 mm — 1.85:1 — son DTS, SDDS et Dolby Digital
- Genre : thriller policier
- Durée : 109 minutes
- Dates de sortie :
  - États-Unis, Canada : 19 octobre 2007
  - France, Belgique : 26 décembre 2007
- Classification[2] :
  - États-Unis : R [note 1],[note 2]
  - France : interdit aux moins de 12 ans[3]

## Distribution
- Casey Affleck (VF : Alexis Tomassian ; VQ : Sébastien Reding) : Patrick Kenzie
- Michelle Monaghan (VF : Marjorie Frantz ; VQ : Geneviève Désilets) : Angie Gennaro
- Morgan Freeman (VF : Med Hondo ; VQ : Guy Nadon) : Jack Doyle
- Ed Harris (VF : Patrick Floersheim ; VQ : Éric Gaudry) : Remy Bressant
- John Ashton (VF : Marc Alfos ; VQ : Jean-Marie Moncelet) : Nick Poole
- Amy Ryan (VF : Marie Vincent ; VQ : Mélanie Laberge) : Helene McCready
- Amy Madigan (VF : Marion Game ; VQ : Han Masson) : Bea McCready
- Titus Welliver (VF : Gabriel Le Doze ; VQ : Pierre Chagnon) : Lionel McCready
- Michael K. Williams (VF : Jean-Paul Pitolin ; VQ : Martin Desgagné) : Devin
- Edi Gathegi (VF : Lucien Jean-Baptiste ; VQ : Sébastien Delorme) : Cheese (« Cheddar » Jean-Baptiste en VF)
- Mark Margolis (VF : Michel Fortin ; VQ : André Montmorency) : Leon Trett
- Madeline O'Brien (fi) (VF : Salomé Champagne) : Amanda McCready
- Slaine (VF : Adrien Antoine ; VQ : Thiéry Dubé) : Bubba
- Trudi Goodman (VF : Véronique Alycia) : Roberta Trett
- Matthew Maher (en)  : Corwin Earle
- Jill Quigg (VF : Laurence Crouzet ; VQ : Annie Girard) : Dottie
- Sean Malone : Skinny Ray Likanski
- Brian Scannell (VF : Michel Vigné) : Lenny
- Jay Giannone (it) (VQ : Tristan Harvey ) : Steve Penteroudakis
- William Lee (VF : Gilles Morvan) : Big Dave
- Robert Wahlberg (en) (VF : Olivier Granier) : l'officier à l'interrogatoire

Sources et légende : Version Française (VF) sur VoxoFilm et Version Québécoise (VQ) sur Doublage Québec

## Production

### Développement

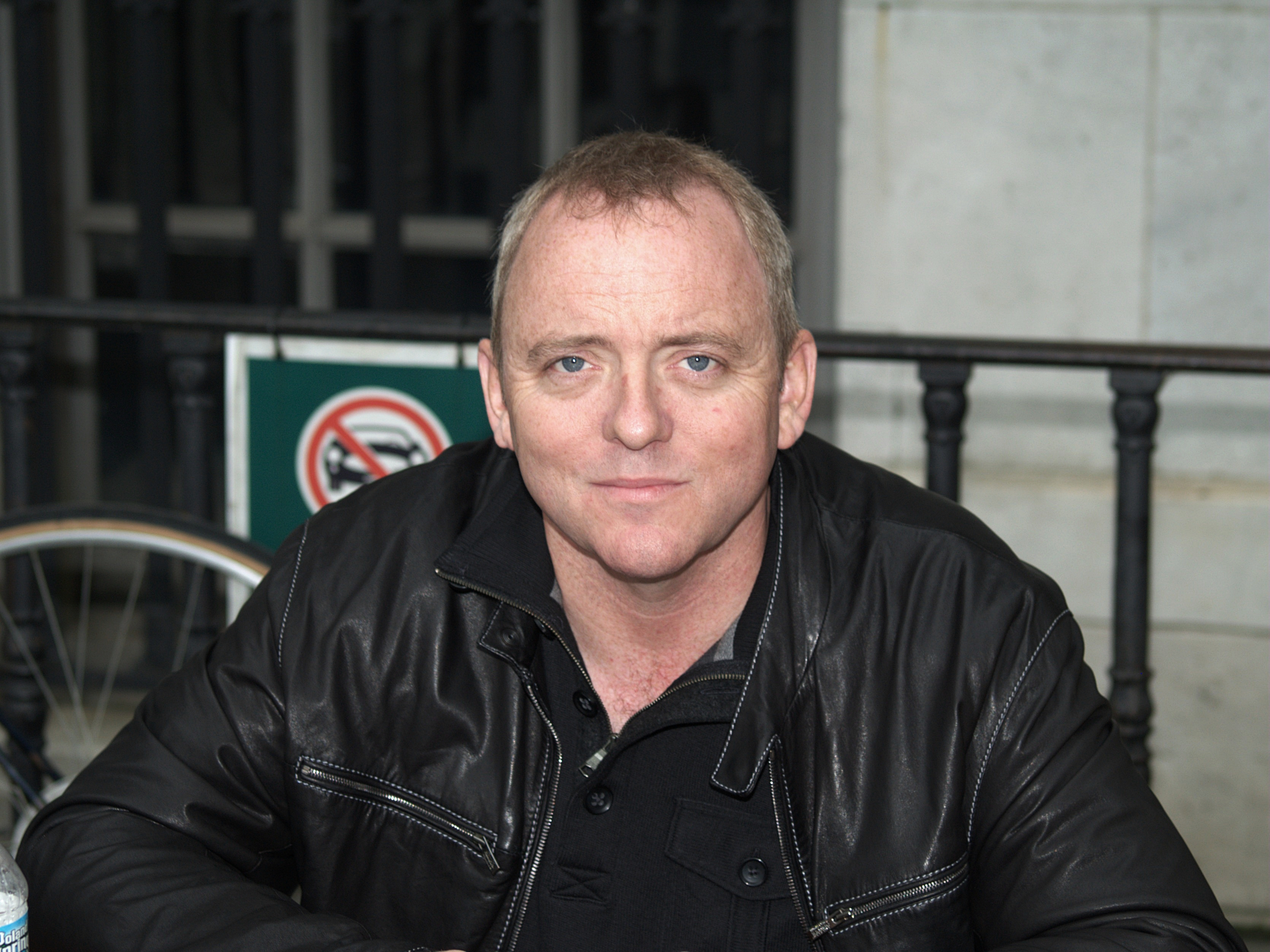
Dennis Lehane (en 2010), auteur du roman dont le film est adapté.

À l'origine, Gone Baby Gone est un roman écrit par Dennis Lehane en 1998, le quatrième opus de la série Kenzie et Gennaro, noms des deux personnages centraux. En 2003, un de ses autres romans, Mystic River, publié en dehors de la série Kenzie/Gennaro, est adapté au cinéma avec succès par Clint Eastwood, ce qui permet à Lehane de connaître une réputation internationale. Les romans de Lehane se déroulent dans les quartiers pauvres de Boston, mais l'auteur ne se contente pas de plonger ses lecteurs dans l'univers du crime et des enquêtes policières, il s'intéresse également à la complexité des sentiments humains et de la morale. C'est avec Gone Baby Gone que Ben Affleck, qui a grandi dans l'État du Massachusetts, où se trouve Boston, découvre l’œuvre de Lehane. Il en dira qu'il a « tout de suite été séduit par la psychologie très développée des personnages » du livre qui l'a « tenu en haleine du début à la fin ». 
L'acteur s'est alors renseigné sur les droits d'adaptation de la série détenus par le producteur Alan Ladd Jr. Bien qu'en ayant envie, Affleck doutait de sa capacité à adapter l'histoire, car il n'avait jamais travaillé sur une adaptation, mais ne cessant d'y penser, il s'est finalement lancé avec l'aide d'Aaron Stockard (de), un ami de longue date. Selon Stockard, Affleck l'a appelé pour lui demander son avis sur ce polar, puis après l'avoir lu, il a été touché par le fait que l'intrigue de Gone Baby Gone se déroule dans la ville où il a grandi, Boston. Ils ont longuement discuté des questions morales soulevées par le livre et trouvent que les personnages leurs « paraissaient très intéressants à filmer ». Les deux amis se sont concertés pendant deux ans, afin de préparer l'adaptation. Entre-temps, Affleck, devenu papa, s'est montré encore plus sensible à toutes les menaces qui peuvent peser sur l'innocence d'un enfant, car « cette histoire a trouvé un nouvel écho en [lui] » et a « compris ce que signifie être prêt à mourir pour quelqu’un », ce qui l'a beaucoup influencé. L'un des principaux objectifs d'Affleck et de Stockard avec Gone Baby Gone était de garder intacte la complexité morale de chaque personnage du roman. Ben Affleck explique : « L'histoire doit amener chacun à questionner sa conception du bien et du mal », ajoutant qu'« elle montre que bien agir peut avoir des conséquences néfastes et que des personnes proches et intelligentes peuvent sortir différemment d'un dilemme moral ». Pour Stockard, ils ont souhaité que « les spectateurs quittent la salle en discutant encore entre eux de la justesse des décisions des personnages ».
Une fois le scénario terminé, Affleck le remet au producteur Sean Bailey, qui est subjugué par la force de l'histoire et par l'intrigue, qui l'a touché. De plus, l'acteur commençait à envisager à réaliser le film, Ladd ne voyant aucune objection : « Je désirais depuis toujours réaliser un film. J'avais une vision très précise de l'histoire. Je pensais déjà à des endroits bien définis de Boston et aux habitants de certains quartiers populaires. Il m'a semblé préférable de me charger de la réalisation si je voulais vraiment voir l'histoire filmée sous un angle aussi authentique », dira plus tard Affleck.

### Attribution des rôles

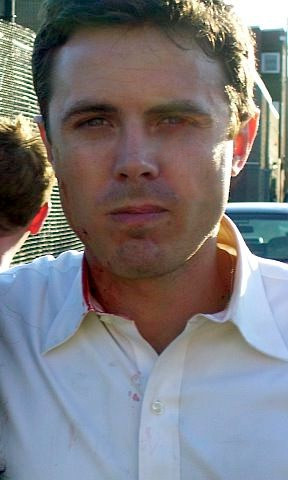
Casey Affleck (ici en 2008), interprète de Patrick Kenzie.

Pour incarner le rôle de Patrick Kenzie, dont l'histoire est racontée principalement par le personnage, le rôle est confié à Casey Affleck, acteur à la carrière montante et qui n'est autre que le frère de Ben, avec lequel il avait tourné à plusieurs reprises. Le concernant, Ben Affleck dit : « Je connais toutes ses mimiques. Je sais quand son jeu est naturel ou forcé. Je souhaitais le montrer sous son meilleur jour ». Étant originaire du Massachusetts, Casey Affleck a pu comprendre plus facilement les réactions de son personnage face aux situations difficiles auxquelles il est confronté, mais a, toutefois, préparé son rôle en passant du temps auprès de divers détectives de Boston afin de découvrir leur quotidien et de comprendre en quoi l'enquête sur la disparition d'Amanda McCready bouleverse la vie de Patrick et d’Angie. Pour lui, « jouer là où vous avez grandi, au milieu des habitants de votre quartier, a un énorme avantage », car il en connaît l'accent, les attitudes et les expressions de la région, qui sont, selon lui, « des détails importants et très durs à assimiler quand on n’est pas du coin ». Concernant l'intrigue, il note que « le travail des détectives est souvent plutôt banal, avec beaucoup de recherches dans des bases de données. Voilà ce qui rythmait leur vie avant l’affaire Amanda », rajoutant que « cette affaire ne ressemble en rien à celles qu’ils ont connues » car « chacune de leurs découvertes est extrêmement émouvante », rendant pour lui « cette histoire si unique ». Les questions centrales posées par l'histoire l'ont frappé dès le début : peut-on commettre le mal pour obtenir le bien, et une bonne intention peut-elle s’avérer nuisible ? : « Chaque personnage du film doit trouver une réponse à ces interrogations », dit Casey Affleck. Il souligne qu'il est fier du travail de son frère aîné ainsi que de « l’atmosphère à la fois studieuse et amusante qu’il a su instaurer sur le plateau ». Chris Evans a également auditionné pour ce même rôle.

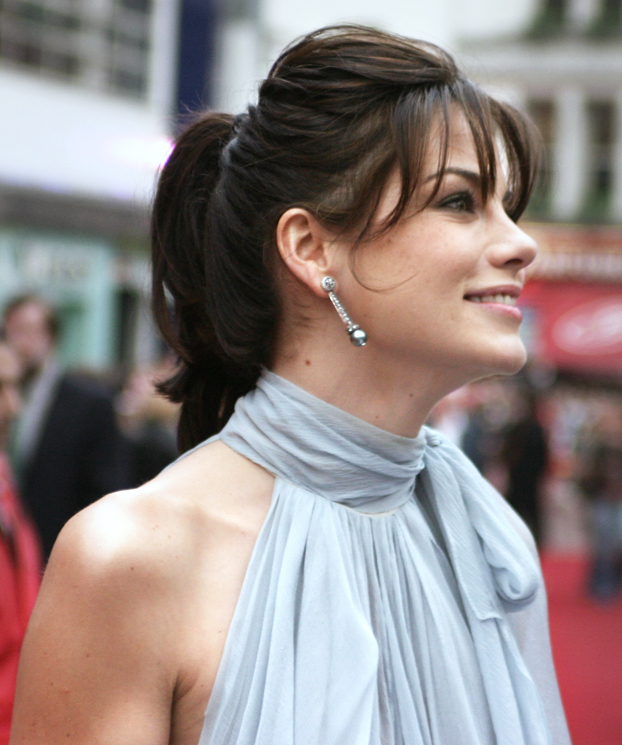
Michelle Monaghan (ici en 2006), interprète d'Angie Gennaro.

Pour le rôle d'Angie Gennaro, le choix s'est porté sur l'actrice Michelle Monaghan, révélée avec les films Kiss Kiss Bang Bang et Mission impossible 3. Incarner une femme si courageuse et si émouvante était une occasion à ne surtout pas laisser passer : « C'est le fait qu'elle fasse un boulot d'homme qui m'a attirée ». Pour elle, la lecture du scénario l'a beaucoup émue, car elle a été « impressionnée par la manière dont l’histoire explore des zones d’ombre, moralement et éthiquement », présentant « à travers chaque personnage un point de vue différent sur les responsabilités parentales et la conception du bien et du mal », donnant à réfléchir. Pour ce personnage, le réalisateur souhaitait se détacher du modèle du protagoniste féminin présenté dans les films d’action, car « Angie est une femme ordinaire, ni naïve ni inaccessible, sensible au doute et à la peur du danger », notant que « Michelle avait un côté pragmatique qui convenait tout à fait au propos ». Le producteur Sean Bailey trouve que le personnage d'« Angie est un personnage complexe », car « en apparence fragile, elle sait se montrer dure et à l’aise dans des situations violentes ». Recherchant une actrice à la fois gracieuse et dotée d’un certain aplomb, ils ont porté le choix sur Monaghan, car en voyant ses derniers films, ils se sont « aperçus qu’elle possédait ces qualités ».

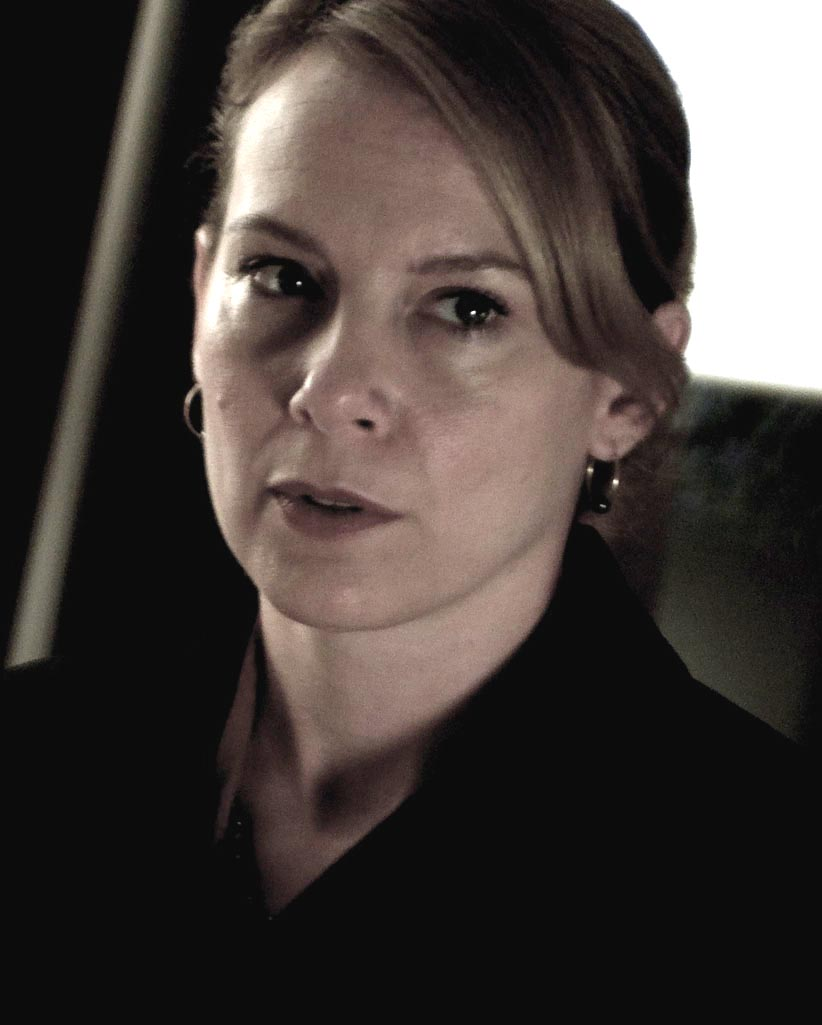
Amy Ryan (en 2007), interprète d'Helene McCready.

Le rôle d'Helene McCready, droguée et mère  de la petite Amanda, le rôle échut à Amy Ryan, actrice de théâtre reconnue et remarquée à la télévision grâce à la série Sur écoute. Selon le producteur David Crockett, elle s'est approprié le rôle. Selon Affleck, « Helene est un personnage clé, qui suscite des sentiments contradictoires », car « elle ne correspond pas à notre idée de la victime et porte même une part de responsabilité dans la disparition de sa fille », notant qu'en l'incarnant avec tant de brio, Ryan l'a « rendue plus réelle encore que je ne l'avais imaginée ». Ryan s’est appuyée sur la détresse de la jeune mère célibataire pour inspirer de la compassion chez le spectateur : « Beaucoup de femmes vivent comme Helene aux États-Unis – sans formation et en grande difficulté sociale depuis l’enfance. Elle élève seule son enfant et tente de faire de son mieux. Il est facile de la juger. Elle donne l’impression d’être une très mauvaise mère. Mais je voulais aussi que le spectateur s’interroge sur le pourquoi de son comportement et sur son incapacité à sortir du cercle vicieux où elle est enfermée. […] Incarner Hélène était un défi. Un des éléments fascinants du film est de parvenir à montrer les personnages sans les juger. Qu’ils soient pauvres ou dépravés, l’histoire se concentre sur la part d’humanité qu’il y a en eux ».
|                                                                                                |  |  |
| Ed Harris et Morgan Freeman, interprètes respectifs de l'inspecteur Bressant et du chef Doyle. |  |  |

Hormis ces trois acteurs, Affleck a fait appel aux services d'Ed Harris pour incarner l'inspecteur Bressant : l'acteur, admirateur de Lehane et également réalisateur (Pollock en 2000), a été impressionné par le travail de l'apprenti réalisateur. La femme d'Harris, Amy Madigan, incarne la belle-sœur d'Helene. Le rôle du chef de la police Doyle fut confié à un ami de longue date d'Affleck, avec lequel il avait travaillé sur La Somme de toutes les peurs : l'acteur oscarisé Morgan Freeman, qui note : « C'est parce qu’il a lui-même perdu un enfant que Doyle fait tout pour sauver ceux des autres. Il est intéressant de voir que les protagonistes de cette histoire sont tous indirectement liés ».
Le coéquipier de Bressant, Poole, est incarné par John Ashton (Le Flic de Beverly Hills, Midnight Run), qui avait déjà joué avec Harris au théâtre. La complicité entre les deux hommes était déjà perceptible à leur arrivée au plateau. Pour compléter la distribution principale, Ben Affleck a pris une décision audacieuse : engager des acteurs non professionnels originaires des quartiers ouvriers de Boston. Le mélange d'amateurs et d'acteurs confirmés a créé des conditions de tournage inhabituelles mais a permis d’obtenir un réalisme qui rend l’histoire plus dynamique et plus vivante encore.

### Tournage
Le tournage de Gone Baby Gone a débuté le 22 mai 2006 et s'est déroulé dans plusieurs villes et arrondissement de l'État du Massachusetts, à savoir Boston, Cambridge, Chelsea, lors du survol de la montagne de sel, Dorchester, arrondissement de Boston, Medford,  Lynn, Quincy, Sherborn, Needham, Waltham et Winchester. Le film fut également tourné en studio (au GMT Studios), à Culver City, dans l'État de Californie. Au milieu du tournage, Michelle Monaghan commença à travailler sur la comédie Les Femmes de ses rêves, des frères Farrelly, dont le personnage qu'elle incarne n'avait pas de frange. Ainsi, celle-ci a été ajoutée par un effet spécial afin de garder la continuité dans le film. L'aspect d'Amy Ryan pour son rôle était si convaincant qu'un garde de sécurité l'a prise pour une fan et ne l'a pas laissée entrer sur le plateau. Mais un des producteurs a remarqué l'actrice derrière les barricades et l'a laissée passer. Cet incident, qui a causé vingt minutes de retard à cette dernière, l'a convaincue de garder son accent de Boston qu'elle avait préparé et qui était réaliste.

## Accueil

### Dates de sortie et avant-première
À l'origine, Gone Baby Gone devait sortir au Royaume-Uni le 23 novembre 2007, mais la date fut repoussée en raison de la disparition de Madeleine McCann. Une fillette britannique de quatre ans avait été enlevée en mai 2007 au Portugal et l'opinion publique était émue par cette disparition inquiétante. Le thème du film et cette affaire criminelle sont assez similaires. Le film sortit finalement le 6 juin 2008.
Gone Baby Gone est présenté en avant-première au Festival du cinéma américain de Deauville, le 5 septembre 2007, puis fut présenté dans des festivals en Russie, les Pays-Bas, le Brésil, le Mexique, les États-Unis et la Belgique.
La première du film s'est déroulé à Westwood, en Californie, le 8 octobre 2007.

### Accueil critique
Gone Baby Gone est unanimement salué par la critique, qui a accueilli favorablement le film. Le film a recueilli 94 % d'avis favorables sur le site Rotten Tomatoes, basé sur 168 commentaires et une note moyenne de 7,7⁄10. Sur le site Metacritic, le film obtient le score de 72⁄100, basé sur 34 commentaires.
En France, le film obtient une note moyenne favorable de 3,3⁄5 pour les critiques de la presse sur le site Allociné. Véronique Kientzy, du magazine Brazil, estime que Ben Affleck « a su trouver un sujet fort pour sa première réalisation réussie » et que Casey Affleck « confirme […] qu'il faudra compter avec lui dans les prochaines années ». Pour Stéphanie Belpêche, du Journal du dimanche, le réalisateur novice « fait preuve d'une belle maîtrise, ménageant une tension incroyable, soulignant l'humanité de ses personnages complexes et dirigeant avec précision ses comédiens ». La majorité des critiques salue le film, mais également la prestation de Casey Affleck et le passage derrière la caméra de Ben Affleck.
Parmi les critiques mitigées ou négatives, Fabien Baumann, du magazine Positif, s'en prend à la réalisation de Ben Affleck, jugeant qu'il « filme assez mal ». Agata Makino, de Chronic'art.com, estime elle aussi que le passage derrière la caméra de l'acteur est « peu concluant ». Son avis est tout autre pour Casey Affleck, en qui elle voit « un nouveau Johnny Depp ».

### Box-office
Le film a récolté 20 300 218 $ de recettes aux États-Unis, au bout de près de onze semaines à l'affiche, mais le résultat reste décevant en raison de son budget de 19 millions de dollars, malgré un assez bon démarrage à la cinquième place, avant de chuter de places en places au fil de sa présence en salles.
À l'international, le film ne fait guère mieux puisqu'il récolte 14 319 481 $,, mais parvient à compenser au box-office mondial (total du box-office américain et international) avec 34 619 699 $.

## Distinctions
- Alliance of Women Film Journalists Association
  - Meilleure actrice dans un second rôle féminin : Amy Ryan[18]

- Austin Film Critics Association
  - Meilleur film (Ben Affleck)

- Boston Society of Film Critics
  - Meilleure actrice dans un second rôle féminin : Amy Ryan

- Broadcast Film Critics Association
  - Meilleure actrice dans un second rôle féminin : Amy Ryan

- Florida Film Critics Circle
  - Meilleure actrice dans un second rôle féminin : Amy Ryan

- Houston Film Critics Society
  - Meilleure actrice dans un second rôle féminin : Amy Ryan

- Los Angeles Film Critics Association
  - Meilleure actrice dans uns second rôle féminin : Amy Ryan

- National Board of Review
  - Meilleure actrice dans un second rôle féminin : Amy Ryan
  - Meilleur réalisateur : (Ben Affleck)

- New York Film Critics Circle
  - Meilleure actrice dans un second rôle féminin : Amy Ryan

- Oklahoma Film Critics Circle
  - Meilleure actrice dans un second rôle féminin : Amy Ryan
  - Meilleur réalisateur : (Ben Affleck)

- Phoenix Film Critics Society
  - Meilleure actrice dans un second rôle féminin : Amy Ryan

- San Diego Film Critics Society
  - Meilleure actrice dans un second rôle féminin : Amy Ryan

- San Francisco Film Critics Circle
  - Meilleure actrice dans un second rôle féminin : Amy Ryan

- Satellite Awards
  - Meilleure actrice dans un second rôle féminin : Amy Ryan

- Southeastern Film Critics Association
  - Meilleure actrice dans un second rôle féminin : Amy Ryan

- St. Louis Film Critics Association
  - Meilleure actrice dans un second rôle féminin :  Amy Ryan

- Utah Film Critics Association
  - Meilleure actrice dans un second rôle féminin : Amy Ryan

- Washington D.C. Area Film Critics Association
  - Meilleure actrice dans un second rôle féminin : Amy Ryan

Nomination aux Golden Globes 2008 et aux Oscars 2008 dans la catégorie meilleur second rôle féminin pour Amy Ryan.